# Clásica San Sebastián 2025
De 44e editie van de Clásica San Sebastián vond plaats op 2 augustus 2025. Titelverdediger was de Zwitser Marc Hirschi, hij werd na ruim vijf uur koers opgevolgd door de Italiaan Giulio Ciccone. De koers was 211 kilometer lang en kende bijna 4000 hoogtemeters. Ciccone won na een solo van bijna negen kilometer. De wedstrijd maakte deel uit van de UCI World Tour.

## Uitslag
| Plaats  | Naam              | Ploeg                   | tijd     |
| ------- | ----------------- | ----------------------- | -------- |
| Winnaar | Giulio Ciccone    | Lidl-Trek               | 5u05'33" |
| 2       | Jan Christen      | UAE Team Emirates-XRG   | + 9"     |
| 3       | Maxim Van Gils    | Red Bull-BORA-hansgrohe | + 19"    |
| 4       | Tiesj Benoot      | Team Visma-Lease a Bike | z.t.     |
| 5       | Isaac del Toro    | UAE Team Emirates-XRG   | z.t.     |
| 6       | Neilson Powless   | EF Education-EasyPost   | z.t.     |
| 7       | Luke Plapp        | Team Jayco AlUla        | + 21"    |
| 8       | Christian Scaroni | XDS Astana Team         | + 1'09"  |
| 9       | Cian Uijtdebroeks | Team Visma-Lease a Bike | + 1'10"  |
| 10      | Xandro Meurisse   | Alpecin-Deceuninck      | + 2'01"  |

1981 · 1982 · 1983 · 1984 · 1985 · 1986 · 1987 · 1988 · 1989 · 1990 · 1991 · 1992 · 1993 · 1994 · 1995 · 1996 · 1997 · 1998 · 1999 · 2000 · 2001 · 2002 · 2003 · 2004 · 2005 · 2006 · 2007 · 2008 · 2009 · 2010 · 2011 · 2012 · 2013 · 2014 · 2015 · 2016 · 2017 · 2018 · 2019 · 2020 · 2021 · 2022 · 2023 · 2024 · 2025
Tour Down Under ·
Great Ocean Road Race ·
Ronde van de Verenigde Arabische Emiraten ·
Omloop Het Nieuwsblad ·
Strade Bianche ·
Parijs-Nice · 
Tirreno-Adriatico · 
Milaan-San Remo ·
Ronde van Catalonië ·
Classic Brugge-De Panne ·
E3 Saxo Classic ·
Gent-Wevelgem ·
Dwars door Vlaanderen ·
Ronde van Vlaanderen ·
Ronde van het Baskenland ·
Parijs-Roubaix ·
Amstel Gold Race ·
Waalse Pijl ·
Luik-Bastenaken-Luik ·
Ronde van Romandië ·
Eschborn-Frankfurt ·
Ronde van Italië ·
Critérium du Dauphiné ·
Ronde van Zwitserland ·
Copenhagen Sprint · 
Ronde van Frankrijk ·
Clásica San Sebastián ·
Ronde van Polen ·
Cyclassics Hamburg ·
Renewi Tour ·
Ronde van Spanje ·
Bretagne Classic ·
GP van Quebec ·
GP van Montreal ·
Ronde van Lombardije ·
Ronde van Guangxi